# 13-as villamos (Budapest)
A budapesti 13-as jelzésű villamos az Örs vezér tere és a Gubacsi út között közlekedett. A járatot a Budapesti Közlekedési Vállalat üzemeltette. 1948-ig a BSZKRT nem indított ezzel a jelzéssel viszonylatot szerencsétlenségtől félve, ekkor számozták át a 36A buszt 13-assá. 1955-ben a környéki iparvágányok villamosításával kiváltotta a 13-as villamos. 1959-től teremtett kapcsolatot Pesterzsébettel és a József Attila-lakóteleppel, majd 1963-tól Kőbánya központjával is. Az M3-as metró építése idején (1976–80) többször megszakadt az útvonala. 2001. október 2-án szűnt meg, másnap már a hosszabb útvonalon induló 3-as villamos járt helyette.

## Története
A viszonylatszámok 1910-es bevezetésekor a BVVV a páros, míg a BKVT a páratlan számokkal jelölte meg villamosjáratait, azonban a 13-as számot néphiedelem okán (a balesetektől való félelem miatt) kihagyták a sorból. A 13-as jelzést először az eredetileg 1947. május 24-én Nagyvárad tér és Ecseri út között 36A jelzéssel elindított, majd 1948. november 22-én jelzés- és útvonalmódosítással a kőbányai sertésszállásokat keresztezve Zalka Máté (ma Liget) térig meghosszabbított autóbuszjárat viselte. 1949. március 14-én a 13-as busz már csak az Üllői úttól indult, azonban érvényessé váltak a járaton a villamosjegyek is. A busszal párhuzamosan futó Bihari úti vontatóvágányon utasforgalom lebonyolítására már az 1940-es években is voltak tervek, azonban csak 1955. október 16-án indult meg a vonal villamosítását követően. A 13-as buszt azonos számjelzéssel felváltó, Üllői út és Mázsa tér közötti villamosjárat útvonala egyvágányú volt, két forgalmi kitérővel a Bihari és a Szállás utcánál. Vágánykapcsolattal rendelkezett déli végén a Cséry-féle szemétvasúttal (valamint az itt közlekedő 51-es és 51A villamosokkal) a Gyáli (ma Nagykőrösi) út felé, északon a pálya a Kőbányai úton folytatódott az Orczy tér irányában, a Horog utcai nagyvasúti keresztezésnél pedig kapcsolata volt a MÁV Kőbánya-Hízlaló állomásával is. Az eredeti pályát a Kőbányai Iparvasút építette még 1888-ban a környéki sertéstelepek kiszolgálására, azonban az üzemek száma az 1895-ös sertésvészt követően jelentősen lecsökkent. Az első világháború után a felszabadult telephelyekekre iparvállalatok költöztek, a forgalom új fénykorát végül a második világháborút követő átszervezések alapozták meg az új üzemek létrejöttével. Az iparvasút 1948. augusztus 1-jén a BSZKRT-hoz került, a 13-as villamost a jogutódjaként alapított Fővárosi Villamosvasút (FVV) indította el. A viszonylaton a továbbiakban nem fogadták el a FAÜ autóbuszjegyeit.
1959. november 21-én útvonalát mindkét irányban meghosszabbították: Kőbányán a Jászberényi úti (mai nevén Sörgyár) végállomásról indult, és a Kőrösi Csoma úton (28-as villamos vonala), majd a Kőbánya alsó vasútállomás alatt áthaladva érkezett a Mázsa térre, innen korábbi útvonalán (Bihari utca – Ceglédi utca) haladt tovább az Üllői úti kereszteződésig, amit átszelve az 51-es villamos pályáján folytatta útját a Gyáli út és a Határ út találkozásáig. A villamos a Pesterzsébet és Ferencváros határán újonnan épült kétvágányú vonalon érkezett a Határ út és az Ady Endre utca kereszteződéséhez, tovább haladva pedig bejárta a Baross utcai hurokvonalat (Határ út – Baross utca – Nagy Sándor (ma Nagysándor József) utca – Ady Endre utca). A Határ úti vonalszakaszon a pálya szintben keresztezte a MÁV Kis-Burma vasútvonalát is. Új útvonalával a 13-as közvetlen kapcsolatot teremtett Kőbánya, Ferencváros, és Pesterzsébet között, valamint a HÉV-kapcsolatnak köszönhetően csökkentette az átszálláskényszert és rövidítette a menetidőt Csepel irányából is. Korábbi útvonalán 13A jelzéssel betétjárat indult a csúcsidőszakokban, azonban ez egy éven belül megszűnt. A 13-as közlekedése az egyvágányú szakaszok, valamint a nagyvasúti keresztezések miatt zavarérzékenynek bizonyult, ezt az FVV 1959. december 23-án a Ceglédi úton, és annak folytatásában a Bihari utcán a Belényes utcáig, 1960. április 30-án pedig a Bihari utca további szakaszain a második vágány kiépítésével, valamint a csúcsidőszakokban a MÁV a kőbányai teherpályaudvaron végzett tolatások tiltásával igyekezett csillapítani. 1963. május 1-jén felavatták a Fehér úti villamospályát, útvonala a Kerepesi út déli oldalán kialakított hurokvégállomásig hosszabbodott, átszállási lehetőséget teremtve a rákosszentmihályi és a gödöllői HÉV-vonalakra is.
A nyomvonal a következő években állandósult, a villamosüzem irányítását 1968-tól a Budapesti Közlekedési Vállalat vette át. 1970–71-ben mindenszentek környékén 13A viszonylat is közlekedett a Kerepesi út és a Horog utca között. Az 1969. szeptember 5. és 1970. március 22. közötti időszakban a pesterzsébeti Baross utcában végzett csatornaépítés miatt a szabótelepi hurokban fordult (Török Flóris utca – Nagy Sándor utca – Jókai Mór utca), majd 1974. október 4-étől, amikor a Baross utcában az új lakótelep építési munkálatai miatt véglegesen megszüntették a villamosközlekedést, először a Gubacsi útig rövidítve, majd 5-étől a Gubacsi útra kanyarodva a 31-essel azonos útvonalon a Közvágóhídig járt. 13A jelzéssel október 4-én új körforgalmi járat indult a XX. kerületben a Pacsirtatelep – Előd utca – Török Flóris utca – Székelyhíd utca – Ady Endre utca – Határ út – Török Flóris utca – Nagy Sándor utca – Vörösmarty utca – Előd utca – Pacsirtatelep viszonylatban, a 13-as és 13A viszonylat közötti átszálláskor nem volt szükség új menetjegy érvényesítésére, az első járművön kezelt jegyet átszállás után a másik végén is érvényesíteni kellett. Az 1975. október 17-én megkezdődött Gubacsi úti vágányfelújítás miatt a 13-as és 13A viszonylatot összevonták, az új 13-as az Örs vezér tere és Pesterzsébet, Pacsiratelep között közlekedett.
Az M3-as metró II/A (Nagyvárad tér – Kőbánya-Kispest) szakaszának, emellett a Kőbánya városközpontjában végzett építési munkálatok miatt közlekedése 1976 és 1980 között több esetben módosult, ekkor a villamosok megosztott útvonalon jártak. A viszonylatok közötti átszállás esetén (az 1974-es pesterzsébeti megosztáshoz hasonlóan) nem volt szükség új jegy érvényesítésére, az első járművön kezelt menetjegy számkocka nélküli végét is kezelni kellett. Az ideiglenes megosztás alatt Kőbányán és Pesterzsébeten az épülő lakótelepek miatt két vonalrészt is felszámoltak, Kőbányán 1977 elején a Zalka Máté (ma Liget) tér és a Pataky István (ma Szent László) tér közötti villamosforgalmat a mai Kőrösi Csoma sétányról a Kőrösi Csoma út ekkor még félkész új nyomvonalára helyezték át, míg Pesterzsébeten 1979. március 6-ától az Ady Endre utcai villamos megszűnő Nagy Sándor (ma Nagysándor József) utca és Határ út közötti szakasza helyett a szabótelepi hurkon át (Nagy Sándor utca – Jókai Mór utca útvonalon) érték el a Határ utat. Ebben az időszakban az alábbiak szerint közlekedett a 13-as villamoscsalád:
- 1976. június 1–24. között az Ecseri út–Üllői út csomópont vágánykapcsolatának átépítése miatt a megosztva, Pesterzsébet felé 13-as, Kőbánya felé 13A jelzéssel járt.[25][30][31]
- 1978. július 24-étől 1979 novemberéig az 1976-os útvonalak felcserélődtek, emellett a 13-as a Nagyvárad tértől indult Kőbányára, a Pesterzsébetre közlekedő 13A végállomása maradt az Üllői úti kereszteződésnél.[13][32][33]
- 1979. november 5. és 1980. január 20. között a Határ úton végzett vágányfelújítás miatt a 13A vonalát tovább osztották, a villamos Pesterzsébet, Határ úttól indult Pacsirtatelepre, az Üllői útig pótlóbusz indult helyette.[34][35] Január 21–22-én a 13A villamos ismét a felújítás előtti útvonalán járt.[35]
- 1980. január 23-ától a Kőbányán zajló építkezések miatt három részre bontva, 13-as jelzéssel a Zalka Máté (ma Liget) tér és az Örs vezér tere, 13A jelzéssel a Nagyvárad tér és Pesterzsébet, valamint 13B jelzéssel a köztes szakaszon (Mázsa utca – Nagyvárad tér viszonylatban) közlekedtek a villamosok.[35]
- A Nagykőrösi út–Határ úti kereszteződés átépítése miatt 1980. március 4. és 28. között a 13A villamos a Pesterzsébet, Határ út – Pacsirtatelep útvonalon járt, a Nagyvárad tér – Gubacsi út szakaszon a 13AV pótlóbusz helyettesítette.[35]

Az M3-as metró Kőbánya-Kispestig tartó szakaszának megnyitásától (1980. március 29.) a 13A az Ecseri úti metróállomás és a Használtcikk piac között járt (a megrövidített 51-es villamos pótlására), a 13B villamost pedig a 13V pótlóbusz váltotta ki; a 13-as közlekedése nem változott. 1980. június 25-étől már az Üllői útig járt a 13-as villamos, majd szeptember 29-én összeolvadt a 13A-val és a Használtcikk piacig meghosszabbodott. 1983. július 11-étől a Nagykőrösi úti pálya felszámolása miatt Pesterzsébet, Szabótelepig terelve járt, azonban augusztus 29-én a Nagy Sándor (ma Nagysándor József) utcai villamospálya felújítási munkálatai miatt a Közvágóhídhoz helyezték át a végállomását. Október 28. és november 8. között a temetői forgalmi rend idejére a felújítást felfüggesztették, ekkor ismét a szabótelepi hurokban fordult. November 27-én útvonala a Gubacsi úti végállomásig rövidült, azonban december 23-ától ismét a Közvágóhídig közlekedett. 1984. március 1-jétől a Ceglédi úti és a Fehér úti vágányfelújítás miatt ideiglenesen szünetelt, pótlóbusz járt helyette. Június 11-én (a Ceglédi úti vágányzár befejezésével) újraindult, azonban a Fehér úti pálya és az Élessarok átépítése miatt október 26-áig csak a Gubacsi út – Kápolna tér szakaszon közlekedett, majd 27-étől ismét az Örs vezér térig járt. 1985 júniusában kiépült a Gubacsi úti végállomáson a hurokvágány. 1985. augusztus 26. és december 19. között közműépítés, valamint 1986. április 28. és május 21. között az M5-ös autópálya felüljárójának építése miatt a Nagykőrösi út–Határ út kereszteződést elzárták a villamosforgalom elől, ezért ideiglenesen a Határ úti metróállomáshoz terelve közlekedett. A következő másfél évtizedben jelentős változás nem történt a közlekedésében, viszont 1993 és 1997 között itt teljesítették a Debrecenbe szánt Ganz KCSV–6 típusú villamosok utasok nélküli futáspróbáit is. 2000. május 19-én az Árkád bevásárlóközpont építése miatt megszűnt az Örs vezér téren a hurokvágány, helyette az ideiglenes fejvégállomáson fordultak a szerelvények. 2001. október 2-án az új külső villamos körgyűrű elkészültével megszűnt, másnap a 63-as villamossal összekötésre került, és a Mexikói útig hosszabbodott 3-as viszonylatszámmal. Az új viszonylaton álltak forgalomba először Budapesten a használtan beszerzett, TW 6000 típusú hannoveri villamosok.

## Útvonala
Megszűnése előtti útvonala
| Gubacsi út felé | Örs vezér tere felé |
| --- | --- |
| Örs vezér tere vá. – Fehér út – Élessarok – Kőrösi Csoma út – Mázsa tér – Bihari utca – Ecseri út – Epreserdő utca – Illatos út – Határ út – Gubacsi út vá. | Gubacsi út vá. – Határ út – Illatos út – Epreserdő utca – Ecseri út – Bihari utca – Mázsa tér – Kőrösi Csoma út – Élessarok – Fehér út – Örs vezér tere vá. |

## Megállóhelyei
| 1958 januárjában           | 1958 januárjában           | 1958 januárjában           | 1958 januárjában                                            |
| 13 (Mázsa tér ◄► Üllői út) | 13 (Mázsa tér ◄► Üllői út) | 13 (Mázsa tér ◄► Üllői út) | 13 (Mázsa tér ◄► Üllői út)                                  |
| Sorszám (↓)                | Megállóhely                | Sorszám (↑)                | Átszállási kapcsolatok                                      |
| -------------------------- | -------------------------- | -------------------------- | ----------------------------------------------------------- |
| 0                          | Mázsa tér végállomás       | 4                          | Kőbánya alsó Zalka Máté tér: 36, 37, 37A 9, 32, 51, 62, 62A |
| 1                          | Szállás utca               | 3                          |                                                             |
| 2                          | Fertő utca                 | 2                          |                                                             |
| 3                          | Városi házak               | 1                          |                                                             |
| 4                          | Üllői út végállomás        | 0                          | 43, 50, 50A, 51, 51A, 52 35, E                              |

| 1982 januárjában                         | 1982 januárjában                                  | 1982 januárjában                         | 1982 januárjában                                                                                          |
| 13 (Örs vezér tere ◄► Használtcikk piac) | 13 (Örs vezér tere ◄► Használtcikk piac)          | 13 (Örs vezér tere ◄► Használtcikk piac) | 13 (Örs vezér tere ◄► Használtcikk piac)                                                                  |
| Sorszám (↓)                              | Megállóhely                                       | Sorszám (↑)                              | Átszállási kapcsolatok                                                                                    |
| ---------------------------------------- | ------------------------------------------------- | ---------------------------------------- | --- |
| 0                                        | Örs vezér tere végállomás (korábban: Kerepesi út) | 22                                       | Gödöllői és csömöri HÉV 62 81, 82 31, 32, 32, 44, 45, 46, 61, 61E, 67, 76, 77, 85, 85, 100, 130, 132, 144 |
| 1                                        | Finommechanikai Vállalat                          | 21                                       | 32, 61, 85, 100                                                                                           |
| 2                                        | Terebesi utca                                     | 20                                       | 32, 61, 85                                                                                                |
| 3                                        | Élessarok                                         | 19                                       | 28, 37, 37A 32, 32, 61, 62, 62, 168, 132                                                                  |
| 4                                        | Ónodi utca                                        | 18                                       | 28 32, 62, 85, 168, 185                                                                                   |
| 5                                        | Pataky István tér                                 | 17                                       | 28 9, 9, 17, 32, 32, 51, 62, 62, 117, 132, 168, 185                                                       |
| 6                                        | Zalka Máté tér                                    | 16                                       | 28, 36 9, 9, 17, 32, 32, 51, 62, 62, 117, 132, 168, 185 Kőbánya alsó                                      |
| 7                                        | Mázsa tér                                         | 15                                       | |
| 8                                        | Szállás utca                                      | 14                                       | |
| 9                                        | Fertő utca                                        | 13                                       | 99, 99 |
| 10                                       | Balkán utca (korábban: Városi házak)              | 12                                       | |
| 11                                       | Ecseri út, metróállomás (korábban: Üllői út)      | 11                                       | 81, 181A, 189                                                                                             |
| 12                                       | Fővárosi Közterületfenntartó Vállalat             | 10                                       | 181, 181A                                                                                                 |
| 13                                       | Épületelemgyár                                    | 9                                        | |
| 14                                       | József Attila lakótelep                           | 8                                        | |
| 15                                       | Határ út                                          | 7                                        | 52 54, 54                                                                                                 |
| 16                                       | Gomb utca                                         | 6                                        | 54 |
| 17                                       | Cukrász utca                                      | 5                                        | 48, 54, 54, 99, 199                                                                                       |
| 18                                       | Hunyadi utca                                      | 4                                        | 51, 54 |
| 19                                       | Nagy Sándor utca                                  | 3                                        | 54 |
| 20                                       | Vörös Október utca                                | 2                                        | 54, 54 |
| 21                                       | Kilián Autóbusz Üzemegység                        | 1                                        | 54, 54, 68                                                                                                |
| 22                                       | Használtcikk piac végállomás                      | 0                                        | 54, 54 51                                                                                                 |

| 2001 októberében                  | 2001 októberében                                           | 2001 októberében                  | 2001 októberében |
| 13 (Örs vezér tere ◄► Gubacsi út) | 13 (Örs vezér tere ◄► Gubacsi út)                          | 13 (Örs vezér tere ◄► Gubacsi út) | 13 (Örs vezér tere ◄► Gubacsi út)                                                                                              |
| Perc (↓)                          | Megállóhely                                                | Perc (↑)                          | Átszállási kapcsolatok |
| --------------------------------- | ---------------------------------------------------------- | --------------------------------- | --- |
| 0                                 | Örs vezér tere végállomás (korábban: Kerepesi út)          | 28                                | Gödöllői és csömöri HÉV 62, 63 81, 82 31, 32, 32, 44, 44A, 45, 61, 61, 61E, 67, 76, 77, 85, 85, 131, 144, 168, Expo, Rákoskert |
| 1                                 | Finommechanikai Vállalat                                   | 27                                | 32, 61, 85, 168 |
| 3                                 | Terebesi utca                                              | 25                                | 32, 61, 85, 168 |
| 5                                 | Élessarok                                                  | 23                                | 28, 37, 37A 32, 32, 61, 61, 62, 85, 168                                                                                        |
| 6                                 | Ónodi utca                                                 | 22                                | 28 32, 62, 85, 185, Újhegy |
| 8                                 | Szent László tér (korábban: Pataky István tér)             | 20                                | 28 9, 17, 32, 32, 62, 185, Újhegy                                                                                              |
| 9                                 | Liget tér (korábban: Zalka Máté tér)                       | 19                                | 28 9, 17, 17, 32, 32, 51, 62, 95, 117, 151, 185, Újhegy Kőbánya alsó                                                           |
| 10                                | Mázsa tér                                                  | 17                                | |
| 12                                | Szállás utca                                               | 15                                | |
| 13                                | Fertő utca                                                 | 14                                | 99, 99A |
| 14                                | Balkán utca (korábban: Városi házak)                       | 13                                | |
| 16                                | Ecseri út, metróállomás (korábban: Üllői út)               | 11                                | 81 |
| 17                                | Fővárosi Közterületfenntartó Vállalat                      | 10                                | 81 |
| 19                                | Csengettyű utca (korábban: Épületelemgyár)                 | 8                                 | |
| 20                                | TEMAFORG (korábban: József Attila lakótelep)               | 7                                 | |
| 22                                | Nagykőrösi út                                              | 5                                 | 52 48, 54, 54, 66, 123, 154 |
| 23                                | Köteles utca                                               | 4                                 | 52 |
| 24                                | Mártírok útja                                              | 3                                 | 52 48, 66, 123 |
| 26                                | Jókai Mór utca                                             | 2                                 | 30, 52 |
| 27                                | Ősz utca                                                   | 1                                 | 30, 52 |
| 28                                | Gubacsi út végállomás (korábban: Pesterzsébet, Gubacsi út) | 0                                 | 30 19 |